# Дархаты

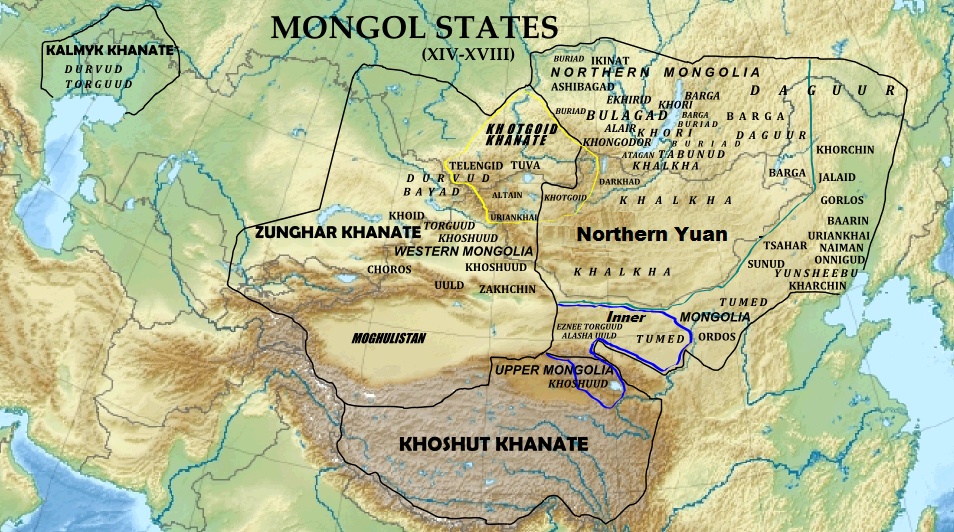
Монгольские государства в XIV-XVII вв. Монгольский каганат, Ойратское ханство и Могулистан.

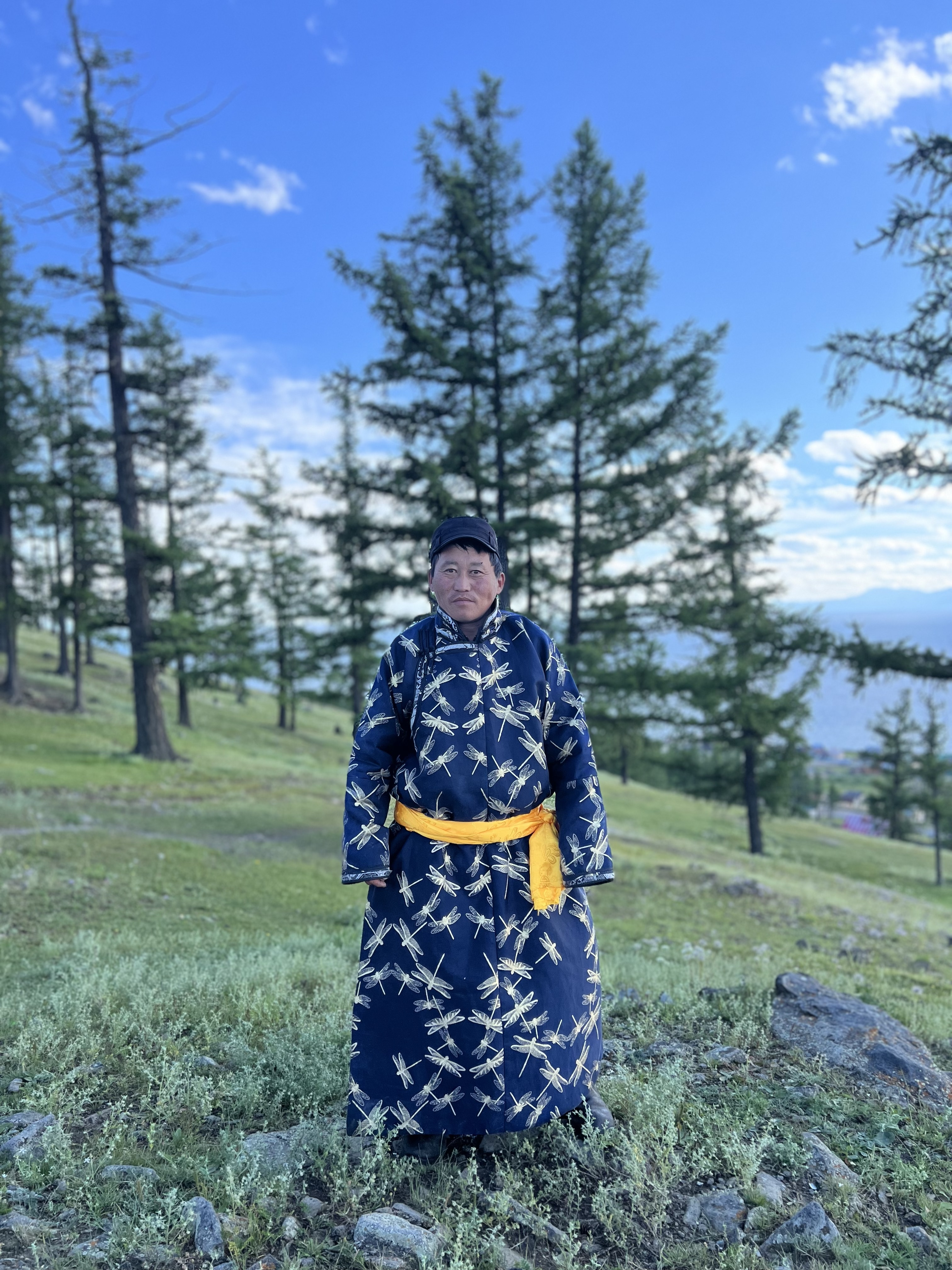
Дархат. Представитель рода гурочин (геречин) (гөрөөчин). Хубсугульский аймак Монголии.

Дарха́ты (монг. Дархад) — один из народов Монголии. Живут в аймаке Хувсгел на севере страны. Согласно переписи 2010 года численность составляла 21558 человек. Также проживают на территории Внутренней Монголии и Бурятии.
В составе дархатов находятся монгольские, самодийские и тюркские компоненты. Язык: дархатский (смешанный ойратско-халхаский) говор монгольского языка. Обычно заняты в кочевом скотоводстве. В 1960-х годах начали переход к оседлости. Развито рыболовство, принявшее сейчас промышленный характер. Религия — шаманизм, буддизм.

## Этноним
Основой слова, обозначающего этническое название дархад, дархчууд, дархчуул является дархан (darqan). С монгольского языка название дархан переводится как «человек, имеющий особые права и привилегии», «мастер кузнечного дела», «священный, неприкосновенный, свободный от налогов». Путём присоединения к нему аффикса -д (-d), -чууд (-ud) появились названия дархад и дархчууд. В устной речи слово «дархчууд» может видоизменяться в «дархчуул».

## История
Дархаты появились среди монголов двумя путями: во-первых: людей, которых освобождали от каких-либо повинностей, монголы именуют дарханами (человек, имеющий особые права и привилегии) или дархадами. Традиция освобождения от феодальной повинности тех, кто получил заслуги перед государством и своими правителями, имела место в Монголии с XIII по XIX вв. Так, в своё время Батумунху Даян-хан за различные заслуги (в частности, за героизм в борьбе с тремя западными туменами, за поддержку Мандухай-хатун при её падении с коня, за опеку хана в малолетнем возрасте и т. д.) наградил около 30 человек титулами дай (их), дарха(н), алой грамотой и золотой печатью. Особенно в XV—XVII вв. как в Западной, так и Восточной Монголии резко увеличилась численность тех, кто по разным причинам становился дарханом.
От государственной повинности освобождались лица, которые занимались совершением крупных жертвоприношений. Примером тому служат люди, которые испокон веков занимались охраной онгона Чингисхана и совершением различных обрядов. Их называют дархатами. От государственной повинности освобождались также шабинары больших хутухт. Именно так появилась этническая группа хубсугульских дархатов Монголии. В 1688 г. Гэлэг-нойон из Дзасагтухановского аймака преподнёс Ундур-гегену Дзанабазару своих подданных, которые и составили основное ядро шабинаров главы халхаского Джибзундамба-хутухты. С этого времени людей Гэлэг-нойона стали именовать чёрными дархатами (хар дархад) в отличие от тех, которых преподнесли другим нойонам и тайджам или тех, кто добровольно стал шабинарами хутухты. Чёрные — значит «без смеси, коренные и не имеющие какого-либо религиозного сана». Из архивного источника известно: «...Чёрные дархаты в основе своей являются подданными — шабинарами Гэлэг-хутухты, нойона, внука Гэндэн Сайн-хунтайджи Дзасагтухановского аймака. Ещё при своей жизни на Хүрэнбэлчирском сейме Гэлэг-нойон преподнёс своих чёрных дархатов старому хутухте». Следовательно, эти дархаты разными путями вошли в состав монголов и образовали род дархат.
Во-вторых, потомки мастеров кузнечного дела в разных местностях Монголии также образовали род дархан и дархчууд (дархчуул). Так, мингатские дархчуулы и урянхайские дархаты Кобдоского аймака говорят, что их предок был дархан хүн (человек, который занимался кузнечным делом), откуда и пошло их название дархан и дархчуул. Некоторые исследователи, ссылаясь на неправильное чтение этнического названия таргуд (не путать с торгутами) из «Сокровенного сказания монголов», писали о существовании в XII в. племени дархад, что не соответствует истине. До сих пор среди дербетов Убсунурского аймака находятся потомки таргутов.

### Дарханы Внутренней Монголии

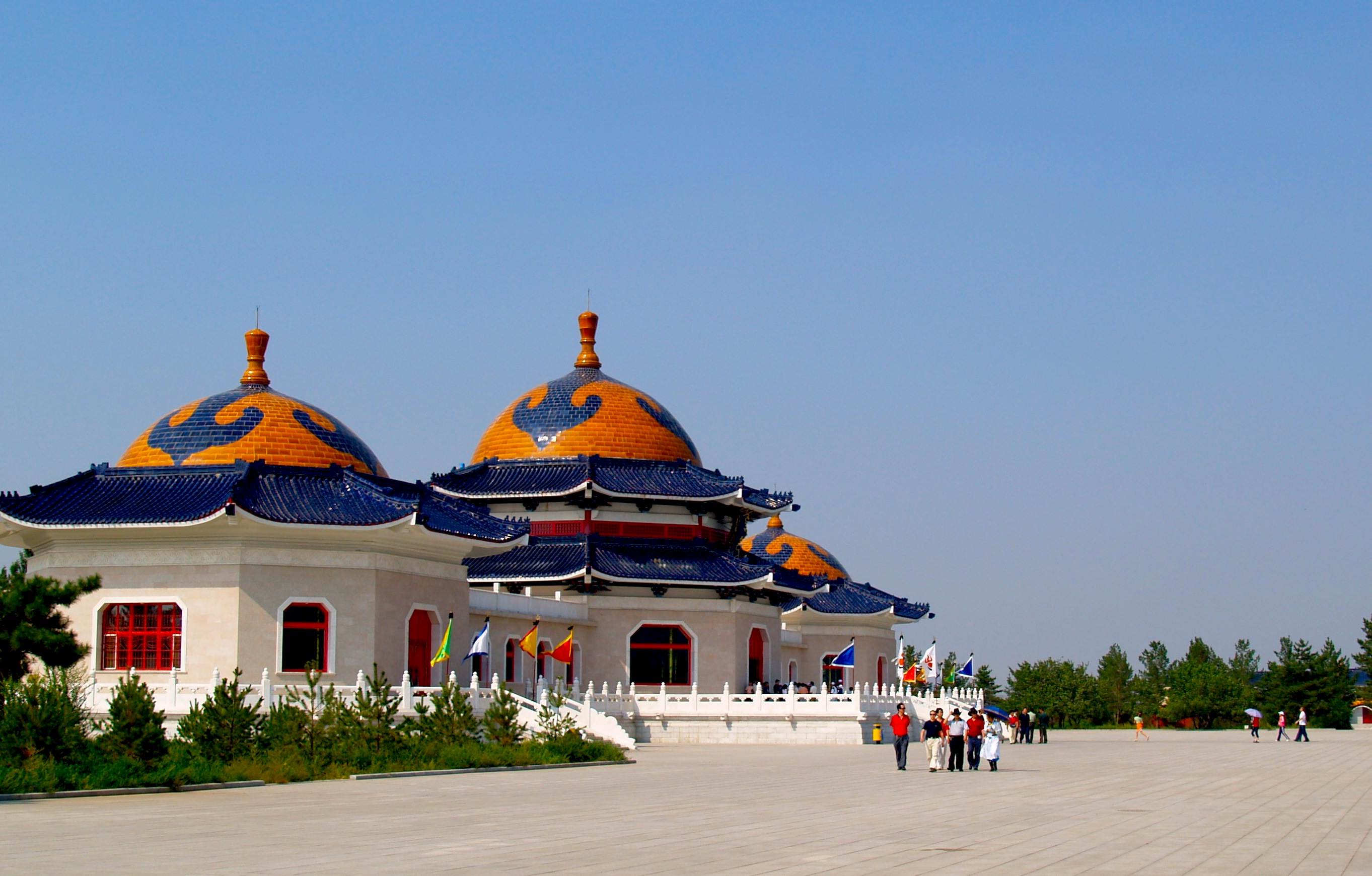
Мавзолей Чингисхана в Эджэн-Хоро-Ци, Ордос.

Особую этническую группу образуют дархаты, проживающие во Внутренней Монголии в хошунах Эджэн-Хоро-Ци и Дархан-Муминган, а также на территории района Баян-Обо. Их также именуют дарханами.
В 1270 году в степи Ордос местности Эджэн-Хоро Хубилай, хан империи Юань, воздвиг святыню или «мавзолей» Чингисхана. Мемориал в Эджэн-Хоро представлял собой восемь белых юрт, где хранились реликвии Чингисхана. Каждая из юрт была посвящена одному из великих предков: Чингисхану, его четырём сыновьям — Угэдэю, Джучи, Чагатаю, Толую, внукам Гуюку и Мункэ, а также родителям — Есугею и Оэлун. Белые юрты находились в ведении специальной группы лиц — дархатов, которые хранили реликвии и традиции проведения ежегодного обряда. В период Культурной революции, развязанной маоистами под руководством Мао Цзэдуна в 1966—1976 годах, банды китайских хунвейбинов уничтожили большую часть реликвий. Мавзолей был отремонтирован и вновь открыт в 1979 году. Уничтоженные реликвии были восстановлены по памяти дархатов (хранителей реликвий) и фотографиям.

## Места расселения и родовой состав

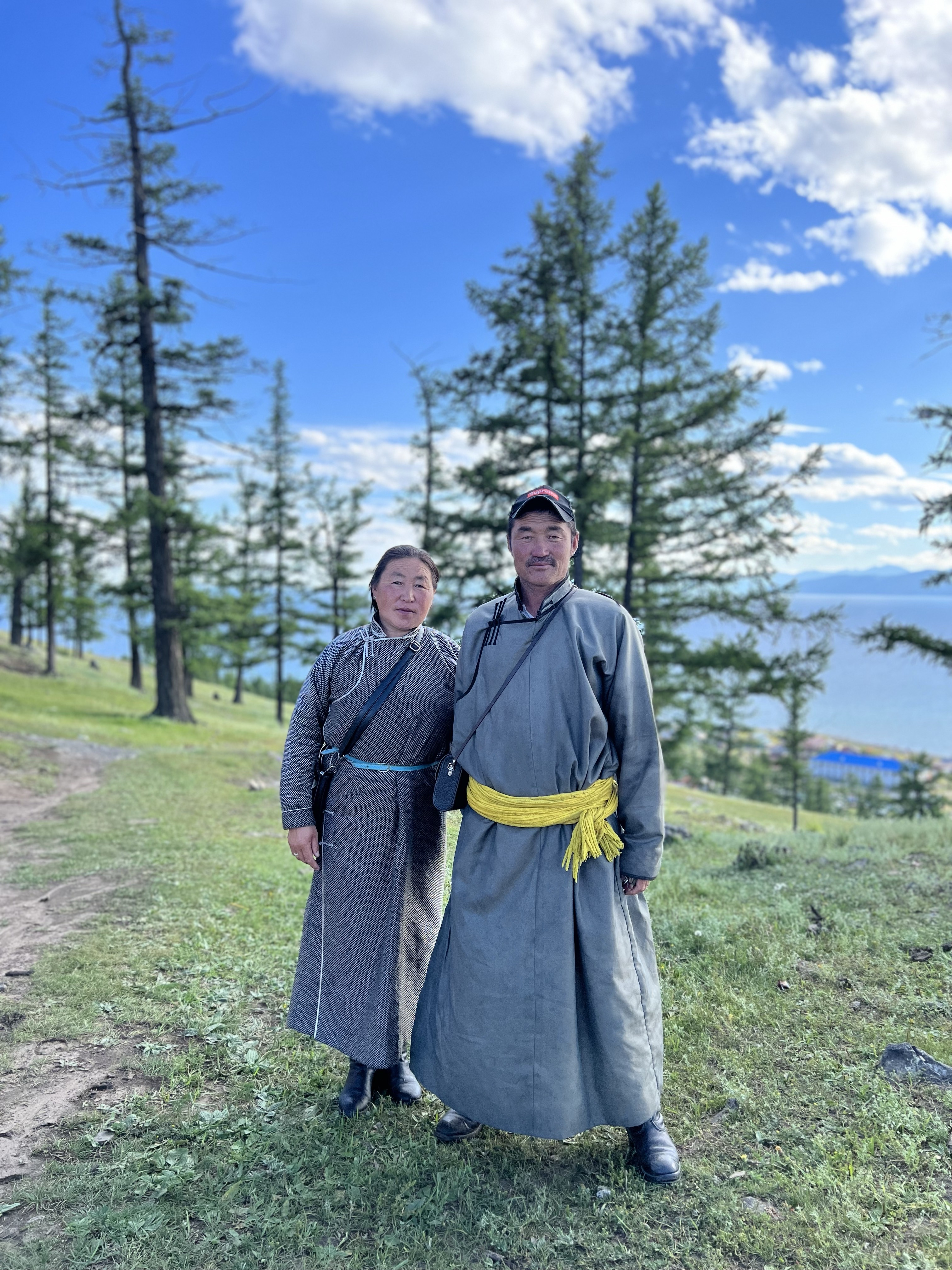
Дархаты. Представители родов баяндай и улсанмантар. Хубсугульский аймак Монголии.

Живут в Северной Монголии, в Дархадской котловине Хубсугульского аймака, вблизи границ российской Южной Сибири. Климат весьма суров: во время непродолжительного лета температура поднимается до +30 С°, а во время шестимесячной зимы столбик термометра может упасть до -54 С°.
В состав хубсугульских дархатов входят роды: хар дархад, ухаа дархад, шарнууд, барнууд оолд, чонод, цагаан зоот (ак-чооду), хар зоот (кара-чооду), маанжраг, буриад, кариад, хоролмай (хорломай), урад, сонод, харнууд, ойнод, илжигэн, цагаан хуулар, улан хуулар, ногоон хуулар, хар хуулар, хиргис, соён, хар соён, эрхид (иргит), онход, балигч (балагч), уйгур, хаасуд, цахар, манхилаг, шар зоот.
В Монголии дархад, дархчуул, дархчууд проживают в сомонах Тайшир, Халиун, Дэлгэр, Бигэр, Эрдэнэ и Бугат Гоби-Алтайского аймака; сомонах Отгон и Цагаанхайрхан Завханского аймака; сомонах Баянцагаан, Баян-Өндөр и Шинэжинст Баянхонгорского аймака; сомоне Могод Булганского аймака; сомонах Баяндун, Чойбалсан, Сэргэлэн, Булган, Матад Восточного аймака; сомоне Мөнххаан Сүхбаатарского аймака; сомонах Ринчинлхүмбэ, Баянзүрх Хубсугульского аймака; сомонах Давст, Наранбулаг, Өлгий, Өмнөговь, Улаангом Убсунурского аймака; сомонах Мянгад, Дөргөн, Манхан, Эрдэнэбүрэн, Дуут Кобдоского аймака. Баргуты-дархаты живут в сомоне Чандмань Гоби-Алтайского аймака. Дархаты входят в состав следующих этносов: халха-монголов, хотогойтов, мингатов (роды дархчуул, дархад), алтайских урянхайцев (роды дархад, хоо дархад, хар дархад, шар дархад), захчинов (род дархан), баргутов (ветвь баргуты-дархаты), юншиэбу (еншөөбу).
Дархаты (дарханы) Внутренней Монголии проживают на территории хошуна Эджэн-Хоро-Ци городского округа Ордос, хошуна Дархан-Муминган и района Баян-Обо городского округа Баотоу. Ядро дархатов Эджэн-Хоро составляют арулаты, потомки Боорчу.
Среди этнических групп бурят отмечены роды: кара-дархан (ко-дархан) среди нижнеудинских бурят и ашибагатов; дархад среди кудинских, кударинских бурят и хонгодоров; дархан-галзуд среди ольхонских, кударинских и баргузинских бурят; баргуты-дархаты.
В состав калмыков-торгутов входит род дархачут.

## Быт
Дархаты живут в юртах, которые можно разобрать или собрать за час. В левой части юрты мужская сторона, в правой — женская. Посередине обычно ставится металлическая печь. Едят в основном мясо и молочные продукты. Не имея холодильников, летом употребляют в пищу мелкий рогатый скот (овец и коз), зимой — крупный скот (коров, лошадей и верблюдов). Будучи кочевым народом, меняют своё место обитания 4—6 раз в году. В июле на несколько дней спускаются в город для участия в Надоме.